# Микроэлектроника

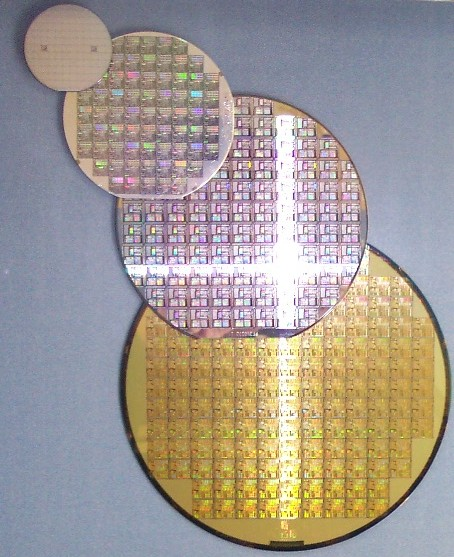
Кремниевые пластины с готовыми микросхемами перед разрезанием на отдельные кристаллы

Микроэлектроника — подраздел электроники, связанный с изучением и производством электронных компонентов с геометрическими размерами характерных элементов порядка нескольких микрометров и меньше.

## Общие сведения
Такие устройства обычно производят из полупроводников и полупроводниковых соединений, используя фотолитографию и легирование. Большинство компонентов обычной электроники: резисторы, конденсаторы, катушки индуктивности, диоды, транзисторы, изоляторы и проводник — также применяются и в микроэлектронике, но уже в виде миниатюрных устройств в интегральном исполнении.
Цифровые интегральные микросхемы по большей части состоят из транзисторов. Аналоговые интегральные схемы также содержат резисторы и конденсаторы. Катушки индуктивности используются в схемах, работающих на высоких частотах.
С развитием техники размеры компонентов постоянно уменьшаются. При очень большой степени интеграции компонентов, а следовательно, при очень малых размерах каждого компонента, очень важна проблема межэлементного взаимодействия — паразитные явления. Одна из основных задач проектировщика — компенсировать или минимизировать эффект паразитных утечек.
Различают такие направления микроэлектроники, как интегральная и функциональная. Особую важность имеет СВЧ-микроэлектроника, которая занимается изучением и разработкой СВЧ-микросхем. Как правило, в таких схемах применяются как гетеропереходные, так и кремниевые чипы, которые устанавливаются на диэлектрических подложках с плёночной пассивной инфраструктурой (конденсаторами, резисторами и т. п.) В силовой СВЧ электроники активно используются толстоплёночные технологии на основе метода шелкографии.

## Исторические ремарки
Примерно на рубеже конца 1940-х — начала 1950-х годов создатели и поставщики радиоэлектронного оборудования выделили следующие приоритеты совершенствования своей продукции: объединение разнотипных независимых элементов в унифицированные модули, понижение их себестоимости, повышение надёжности, обеспечение массовости выпуска и автоматического монтажа при производстве радиоэлектронной аппаратуры. Иными словами, была осознана необходимость в том, что в будущем должно было стать современной микроэлектроникой.
Считается, что формально её история началась в 1958 году с изобретения Джеком Килби интегральной схемы. В начале 1960-х компании Texas Instruments и Westinghouse начали предлагать интегральные операционные усилители, a в 1962 году в лаборатории корпорации RCA была создана первая микросхема на основе МОП-структур. Постоянный рост сложности микросхем привёл в 1965 году к формулировке закона Мура, который гласил, что число транзисторов, составляющих схему, должно удваиваться с постоянным временным шагом. В первое десятилетие развития микроэлектроники (с 1960 по 1970 год) этот шаг был равен примерно одному году, затем он несколько увеличился до полутора-двух лет. В результате экспоненциального роста количество транзисторов на одной микросхеме к 2010 году достигло одного миллиарда, размер кремниевой подложки возрос с 75 мм в 1960 до 300 мм в 2001 году, быстродействие схем увеличилось на четыре порядка, а энергопотребление на одно переключение одного логического элемента снизилось более чем в миллион раз. В качестве основы для производства микросхем помимо кремния начали применяться другие элементы, например на основе соединений группы АIIIВV. Научное первенство в этом направлении принадлежит российскому физику Жоресу Алфёрову, который, совместно с Гербертом Крёмером и Джеком Килби, в 2000 году получил Нобелевскую премию по физике за «разработку полупроводниковых гетероструктур и создание быстродействующих опто- и микроэлектронных компонентов». В настоящее время исследовательской работой в области российской микроэлектроники занимается ряд научно-технических коллективов и учреждений Российской Академии наук, например Институт физики полупроводников, Физико-технологический институт, Физико-технический институт имени А. Ф. Иоффе, Институт физики микроструктур, Институт радиотехники и электроники.
В 2008 году в России начались инвестиции в новые производственные технологии микроэлектронных схем с минимальными размерами 180—130 нм, а в 2010 году минимальный размер снизился до 90 нм. Тем не менее, 18 февраля 2019 года премьер-министр России Дмитрий Медведев отметил, что отечественная микроэлектроника серьезно отстает и зависит от зарубежных поставщиков. В связи с этим он пообещал отрасли дополнительную поддержку, подчеркнув особую важность этого вопроса в связи с тем, что он «в значительной степени связан с безопасностью страны». 10 декабря 2019 года вице-премьер правительства РФ Юрий Борисов заявил, что в России отсутствует собственная промышленная база для серийного производства микроэлектроники.
В январе 2020 г. правительство РФ утвердило «Стратегию развития электронной промышленности Российской Федерации на период до 2030 года». Намечается, что к 2030 году общий объем производства составит не менее 5,2 трлн рублей, доля электроники гражданского назначения в общем объёме производства составит не менее 87,9 %, доля отечественной электроники на внутреннем рынке составит не менее 59,1 %, на экспорт будет поставляться электроника стоимостью не менее 12 020 млн долларов США.